# Conflicte de Coràsmia (1378)
El conflicte a Coràsmia de 1378 fou un enfrontament entre el kanat de Txagatai de Tamerlà i l'estat aliat de Coràsmia.
El hivern del 1377 al 1378 Timur l'havia passat a Otrar. Durant l'absència de Transoxiana de l'emperador grups de soldats suposadament corasmis havien fet una incursió a la zona de Bukharà i havien fet saquejos. Van incendiar un palau a la rodalia de Bukharà i es van retirar cap al riu Sihun (Sir Darya). Les forces de Timur que li van fer front, manades pel fill de Timur, Omar Shaikh, van combatre be però foren derrotades. Aquesta acció va provocar la revolta dels sufís de Coràsmia (desitjosos de recuperar la independència) i que els clans jats (els mongols de Mogolistan) van agafar els seus cavalls i van sortir al pillatge. Timur va intentar refer les destrosses. Es sospitava que Toktamix, recent instal·lat al tron, havia provocat aquests desordre perquè reclamava Khariz com a seva. Podia retornar en qualsevol moment.
A la primavera del 1378 Timur va enviar un ambaixador de nom Djelarem, per preguntar la causa de l'hostilitat del sobirà de Coràsmia contra un estat aliat. L'ambaixador fou empresonat. Timur va enviar aleshores una carta però el que la va portar fou empresonat igualment. Llavors va enviar a Tui Bogha (de malnom “el lladre”) a saquejar els ramats de la zona de Bukharà.
Aquest conflicte es resoldrà a l'any següent amb la quarta expedició de Timur a Coràsmia (1379)

## Referència
1. ↑  Yazdi Sharaf al-Din Ali, Zafarnama, Trad. al francès de Petis de la Croix sota el títol “Histoire de Timur Bec”, II, 26